# Neydens
Neydens település Franciaországban, Haute-Savoie megyében. Lakosainak száma 2227 fő (2022. január 1.). Neydens Saint-Julien-en-Genevois, Archamps, Beaumont és Feigères községekkel határos.

## Népesség
A település népességének változása:
| Lakosok száma | 1677 | 1794 | 1817 | 1915 | 2032 | 2152 | 2271 | 2251 | 2227 |
|               | 2013 | 2015 | 2016 | 2017 | 2018 | 2019 | 2020 | 2021 | 2022 |